# Trichopteryx prospicua
Trichopteryx prospicua är en fjärilsart som beskrevs av Louis Beethoven Prout 1914. Trichopteryx prospicua ingår i släktet Trichopteryx och familjen mätare. Inga underarter finns listade i Catalogue of Life.